# Aleuroplatus perseaphagus
Aleuroplatus perseaphagus là một loài côn trùng cánh nửa trong họ Aleyrodidae, phân họ Aleyrodinae.
Aleuroplatus perseaphagus được Martin, Aguiar & Pita miêu tả khoa học đầu tiên năm 1996.